# Aït Djennad
At Jennad, Ait Djennad, est une confédération (taqbilt) composée de quatre grandes tribus kabyles (Âarc ou Âarchs) qui occupent la partie septentrionale de la Kabylie dont une bonne partie de la chaîne maritime de la grande Kabylie, région située précisément entre l'antique Bida Municipium (Djemâa-Saharidj) et Rus-Upicir (Taqsebet n Iflissen lebhar).
Le territoire des Aït Djennad est délimité à l'ouest par la confédération des Aït Ouaguenoun, au nord-ouest par celle des Iflissen lebhar. Il s'étend au nord-est jusqu'à la mer Méditerranée et trouve à l'est une frontière avec les tribus de Tiguerim, Yazzouzen et Aït Flik. Au sud-ouest, la ville d'Azazga marque la frontière avec la tribu des Aït Ghobri, tandis qu'au sud-est la vallée du Sebaou constitue une frontière naturelle qui sépare les Aït Djennad des Aït Fraoussen.

## Histoire
Même si l'on ne connaît pas la date exacte de la formation de cette confédération, la plupart des historiens la situent dix à douze siècles après la chute de la domination romaine.
On suppose que Djennad, l'ancêtre à qui la confédération doit son nom, est venu de l'Ouest. Plusieurs historiens lui accordent l'origine de la ville de Tedelles (Dellys). Apparemment au IVe siècle de l'hégire (XIe siècle apr. J.-C.), la prospérité des Djennad jouissait en Kabylie d'une certaine réputation. Cela veut dire que Djennad était déjà connu et même reconnu en tant que chef puisqu'il a transmis son nom à la famille, puis à la cité et de la cité à la tribu. La famille Djennad ne s'est donc pas fixée tout de suite dans la région que l'on connait aujourd'hui comme étant la leur. En effet, on lui suppose d'être passée par Mers-Eddadjadj, puis sur la montagne à l'Est de l'embouchure de l'oued Isser et enfin au-delà du Sebaou : d'abord à Dellys et ensuite au pied de Tamgout où la géographie a permis d'assurer plus de sécurité.
On peut facilement concevoir l'immigration de certaines familles berbères, jeunes et fragiles, qui ont pu trouver refuge au sein des hauts plateaux du Djurdjura. En effet, à cette époque la Berbérie était déchirée par les guerres. Totalement absente des batailles de l'époque, la jeune tribu a prospéré durant plusieurs siècles pour revenir au XVe siècle apr. J.-C. plus forte que jamais et jouer un important rôle politique au sein des nombreuses tribus de grande Kabylie.
En effet, l'arrivée de Sidi Mansour chez les Aït Djennad a été un événement déterminant car c'est sous son impulsion que les Aït Djennad se sont rendu compte de leur nombre et de leur force. Rapidement organisés autour du marabout, les Aït Djennad s'étaient soulevés contre l'oppression d'Amar Ou El Kadhi et du royaume de Koukou, pour devenir une confédération libre. Conscientes de la force des Aït Djennad, les confédérations voisines des Aït Ouaguenoun et des Iflissen lebhar, exposées aux attaques des Ottomans, devinrent les alliées privilégiées des Aït Djennad, à qui elles demandèrent de l'aide.
Un peu plus tard les tribus des Aït Ghobri et des Yazzouzen, ainsi que la confédération des Aït Idjer rejoindront le collectif formé autour des Aït Djennad et de leur marabout Sidi Mansour pour devenir l'une des armées les plus puissantes de Kabylie. C'est ainsi que pendant plus d'un siècle, les tribus de la Kabylie maritime, sous le commandement des Aït Djennad, affronteront sans relâche les Turcs qui ne réussiront jamais à asseoir leur domination sur les tribus qui entourent le sommet de Tamgout.
La tradition montagnarde dite intégraliste fait de la Kabylie une région guerrière au sein de laquelle les ethnologues, comme Ernest Carette (1848) ou Camille Lacoste-Dujardin (1997), qualifient les Aït Djennad de « très guerriers ».

## Les tribus(Âarchs)

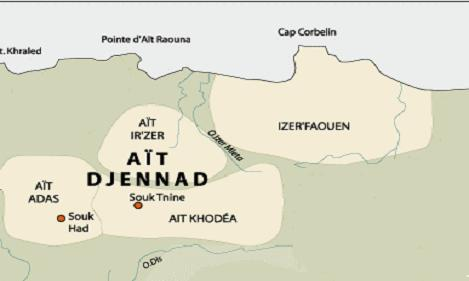
Aït Djennad, répartition des territoires des tribus

La confédération des Aït Djennad compte près de 82 545 habitants sur 325,472 5 km2  organisés autour de quatre tribus. Un découpage actuellement conservé puisque les quatre tribus sont reconnues aujourd'hui en tant que communes par les institutions étatiques  :
- commune de Timizart en tifinagh ⵝⵉⵎⵉⵣⴰⵔ chez les Izarazen, Aït Adas soit 33 villages pour 28 996 habitants(2008)[3] ;
- commune de Freha en tifinagh ⴼⵕⵉⵃⴰ chez les Aït Qodea  soit 23 villages pour 24 228 habitants(2008)[3] ;
- commune d'Aghribs en tifinagh ⴰⵖⵕⵉⵠ chez les Aït Ir'Zer, Ait el Adeur soit 21 villages pour 12 474 habitants(2008)[3] ;
- commune d'Azeffoun en tifinagh ⴰⵥⴼⴼⵓⵏ chez les Izer'Faouen soit 52 villages pour 16 847 habitants (2008)[3].

## Les villages(Tuddar)
Les principaux villages qui se trouvent aujourd'hui sur le territoire des Aït Djennad sont :
| A - Avizar (Avizar) - Iachouba (Ɛcuba) - Ajerar - Adrar - Aghoulid (Aɣulid) - Agouni n Rihane (Agni n Riḥan) - Agouni Ou Zaraz - Agraradj - Aghribs (Aɣrib) - Aït Ahmed - Aït Bouali - Aït Braham - Aït Gouaret - Aït Illoul (At Yillul) - Aït Lhocine (At Lḥusin) - Aït M'Hand - Aït Moussa - Aït Naiem (At Naɛim) - Aït Ouaissa - Aït Ouandlous (At Wandlus) - Aït Ouarzik (At Warẓiq) - Aït Ouchene - Aït Ouehand - Aït Rabah - Aït Si Saïd - Aït Sidi Yahia Oufella - Aït Sidi Yahia Bouada - Alma Bouamane - Amrigh (Amriɣ) - Azrou / almaguechtoum | B - Baagou - Berber (village) (Verver) - Bezerka (Bezerqa) - Bouaissi - Boubekeur - Boudekou - Boudjellil - Boudrar - Bouguedama - Boukharouba - Boumellal - Boumessaoud - Bourzik - Boushel - Bouyzara C - Cheurfa-Bouda - Cote Bitar E - El hameri - El-Kahra (tazazrait) - El-Khibia (Lxibya) - El Madjen F - Freha G - Gherrou (Ɣerru) - Guendoul - Gourare H - Hendou - Houbli | I - Iabache (Iɛbac) - Iagachene - Iajmadh - Iamrach - Ibazizene - Ibdhache - Iberhoutene (Iberhuten) - Ichariouène - Ichekabene - Idjanatène (Ijanaten) - Igharbiene - Ighil Amar Ou-Yahia - Ighil Laghzer (Iɣil Leɣzel) - Ighil M’ahni - Ighil Oumalou - Iguenane - Ikherbane (Ixerban) - Imaloucène - Imekhlef - Imedexène (Imidiqsen) - Imsbahene - imsounen - imzizgou - izarazen - Iziriouen L - Ladjemah - Lazib - Lazib Bouhouil M - M'latta Iagachene (Mlaṭa Iɛeggacen) - Mahbouba - Melaghni - Mira N - Nezla - Nador O - Oufella - Oumedene S - Souk El Had | T - Taboudoucht - Taddert - Taguercift - Taincert (Taɛinṣert) - Tamassit - Tamda - Taouint - Taguemount Boudrar (Tagemunt n Wedrar) - Tazeboudjt n Tiza (Taẓebbujt n Tiza) - Tazelmat Izarazen - Thala Tegana - thirsatin - Tighilt - Tighilt-Ferhat - Tiouidiouine - Tiqentart - Tikhorbine - Timerzouga (thimarzouga) - Timizart n'sidi mansour - Tizi Bounoual - Tizi Ihamziouène Y |

## Personnalités
- Littérature et poésie : Belqasem Ihiğaten (Boussad Ouidja)[4],[5], Mohamed Aouine, Mouloud Achour, Saïd Iamrache[6], Salem Zenia, Youcef Ou Kaci
- Musique : Abdelkader Meksa, Hnifa Djilali Hamama Mouhamed Allaoua Abderrahmane Aziz, Boudjemaâ El Ankis, Hadj El Anka, Kamel Messaoudi, Mohamed Iguerbouchène[7],[8],[9]
- Peinture : M'hamed Issiakhem
- Politique : Didouche Mourad, Saïd Sadi, Si Saïd Vrérouche, Arezki Bouzrina
- Religion : Sidi Mansour
- Sport : Hassen Lalmas, Meziane Ighil
- Théâtre et cinéma : Rouiched, Mohamed Fellag, Mohamed Hilmi
- Écrivain/Philosophe : Mohand Tazerout, Zahoua Djennad